# Plainville (Connecticut)
Plainville es un pueblo ubicado en el condado de Hartford en el estado estadounidense de Connecticut. En el año 2000 tenía una población de 17.382 habitantes y una densidad poblacional de 692 personas por km².

## Geografía
Plainville se encuentra ubicada en las coordenadas 41°40′29″N 72°51′25″O / 41.67472, -72.85694.

## Demografía
Según la Oficina del Censo en 2000 los ingresos medios por hogar en la localidad eran de $48,136, y los ingresos medios por familia eran $60,586. Los hombres tenían unos ingresos medios de $41,541 frente a los $31,281 para las mujeres. La renta per cápita para la localidad era de $23,257. Alrededor del 5.1% de la población estaban por debajo del umbral de pobreza.